# Кырда-Эли
Кырда́-Эли́ (укр. Кирда-Елі, крымскотат. Qırda Eli, Къырда Эли) — исчезнувшее село в Белогорском районе Республики Крым, на территории Зеленогорского сельсовета. Располагалось на юге района, в предгорье Главной гряды Крымских гор, в балке на правой стороне долины реки Сарысу, примерно в 1,5 км юго-восточнее современного села Новоклёново.

## История
Первое документальное упоминание села встречается в Камеральном Описании Крыма… 1784 года, судя по которому, в последний период Крымского ханства в Аргынский кадылык Карасубазарского каймаканства входили Ашаги Кыр Эли и Юкары Кыр Эли (скорее всего — приходы-маале одной деревни). После присоединения Крыма к России (8) 19 апреля 1783 года, (8) 19 февраля 1784 года, именным указом Екатерины II сенату, на территории бывшего Крымского Ханства была образована Таврическая область и деревня была приписана к Симферопольскому уезду. После Павловских реформ, с 1796 по 1802 год, входила в Акмечетский уезд Новороссийской губернии. По новому административному делению, после создания 8 (20) октября 1802 года Таврической губернии, Кырда-Эли был включён в состав Аргинской волости Симферопольского уезда.
По Ведомости о всех селениях в Симферопольском уезде состоящих с показанием в которой волости сколько числом дворов и душ… от 9 октября 1805 года в деревне Кир-Эли числилось 14 дворов и 69 жителей, исключительно крымских татар. На военно-топографической карте генерал-майора Мухина 1817 года деревня обозначена как Керчели с 12 дворами. После реформы волостного деления 1829 года Кардел Эли, согласно «Ведомости о казённых волостях Таврической губернии 1829 года», остался в составе преобразованной Аргинской волости. На карте 1836 года в деревне 16 дворов. Затем, видимо, вследствие эмиграции крымских татар в Турцию, деревня опустела и на карте 1842 года Кырда-Эли обозначена условным знаком «малая деревня», то есть менее 5 дворов.
В 1860-х годах, после земской реформы Александра II, деревню приписали к Зуйской волости, в которой состояла до советских административных реформ 1920-х годов. В «Списке населённых мест Таврической губернии по сведениям 1864 года», составленном по результатам VIII ревизии 1864 года, Кирда-Эли — татарская деревня при фонтане с 12 дворами, 65 жителями и мечетью (на трёхверстовой карте Шуберта 1865—1876 года обозначена, как Кыр-Эли с 9 дворами. В «Памятной книге Таврической губернии 1889 года» по результатам Х ревизии 1887 года записан Кырда-Эли, с 15 дворами и 105 жителями.
После земской реформы 1890-х годов деревня осталась в составе преобразованной Зуйской волости. Согласно «…Памятной книжке Таврической губернии на 1892 год», в деревне Кырда-Эли, входившей в Аргинское сельское общество, было 87 жителей в 13 домохозяйствах, владевших (совместно с жителями соседних деревень Чердаклы и Тюбень-Эли 1337 десятинами земли. На подробной карте 1893 года в деревне обозначено 12 дворов с татарским населением По «…Памятной книжке Таврической губернии на 1902 год» в деревне Кырда-Эли, входившей в Аргинское сельское общество, числилось 89 жителей в 12 домохозяйствах. По Статистическому справочнику Таврической губернии. Ч.II-я. Статистический очерк, выпуск шестой Симферопольский уезд, 1915 год, в деревне Корда-Эли Зуйской волости Симферопольского уезда числилось 13 дворов с татарским населением в количестве 76 человек приписных жителей, из которых 40 мужчин и 36 женщин. Жители владели 58 десятинами удобной земли. В хозяйствах имелось 90 лошадей, 120 волов, 70 коров и 500 голов мелкого скота.
После установления в Крыму Советской власти, по постановлению Крымревкома от 8 января 1921 года была упразднена волостная система и село вошло в состав вновь созданного Карасубазарского района Симферопольского уезда, а в 1922 году уезды получили название округов. 11 октября 1923 года, согласно постановлению ВЦИК, в административное деление Крымской АССР были внесены изменения, в результате которых округа ликвидировались, Карасубазарский район стал самостоятельной административной единицей и село включили в его состав. Согласно Списку населённых пунктов Крымской АССР по Всесоюзной переписи 17 декабря 1926 года, в селе Кырда-Эли, в составе упразднённого к 1940 году Тобен-Элиского сельсовета Карасубазарского района, числилось 28 дворов, все крестьянские, население составляло 122 человека, все татары. По данным всесоюзной переписи населения 1939 года в селе проживало 101 человек. Кырда-Эли встречается на карте 1942 года. В последний раз в доступных источниках селение встречается в «Журнале боевых действий военно-экономической инспекции 105 (Крым) с 1 октября 1943 по 31 декабря 1943 года», согласно которому в период оккупации Крыма, 17 и 18 декабря 1943 года, в ходе операций «7-го отдела главнокомандования» 17 армии вермахта против партизанских формирований, была проведена операция по заготовке продуктов с массированным применением военной силы, в результате которой село Кадыр-Эли было сожжено и все жители вывезены в Дулаг 241.

### Динамика численности населения
| - 1805 год — 69 чел. - 1864 год — 65 чел. - 1889 год — 105 чел. - 1892 год — 87 чел. | - 1902 год — 89 чел. - 1915 год — 76 чел. - 1926 год — 122 чел. - 1939 год — 101 чел. |